# في في
وانغ في في معروفة بأسم في في (تُكتب ViVi؛ من مواليد 9 ديسمبر 1996) هي مغنية من هونغ كونغ البريطانية تقيم حاليًا في كوريا الجنوبية. هي عضوة في فرقة الفتيات الكورية الجنوبية لوونا.

## المهنة

### 2017 إلى الوقت الحاضر: الظهور لأول مرة مع لوونا والأنشطة المنفردة
في مارس 2017 ، ظهرت في في أول مرة كجزء من وحدة لوونا الفرعية الأولى Loona 1/3.  تتكون الوحدة الفرعية من الأعضاء هيجين و هيونجين و هاسول الذين تم الكشف عنهم سابقًا. أصدرت الوحدة الفرعية أسطوانة مطولة Love & Live والأغنية التي تحمل نفس الاسم في 13 مارس 2017.  أصدرت في في أول ألبوم فردي لها بعنوان ViVi في 17 أبريل 2017. يحتوي الألبوم على أغنتين "Everyday I Love You" ، تعاون مع العضوة هاسول ، و "Everyday I Need You" ، تعاون مع العضوة جينسول.